# Mogölsmyren
Mogölsmyren este o arie protejată (arie specială de conservare — SAC, sit de importanță comunitară — SCI) din Suedia întinsă pe o suprafață de 32,6 ha, integral pe uscat.

## Localizare
Centrul sitului Mogölsmyren este situat la coordonatele 56°49′45″N 13°17′48″E / 56.8291°N 13.2968°E.

## Înființare
Situl Mogölsmyren a fost declarat sit de importanță comunitară în decembrie 1995 pentru a proteja un număr necunoscut de specii din flora spontană și fauna sălbatică aflate în arealul zonei. Situl a fost protejat și ca arie specială de conservare în martie 2011.

## Biodiversitate
Situată în ecoregiunea boreală, aria protejată conține 4 habitate naturale: Mlaștini turboase de tranziție și turbării mișcătoare, Turbării active, Mlaștini împădurite, Lacuri și iazuri distrofice naturale.
La baza desemnării sitului se află un număr nedeclarat de specii protejate.